# Pravilo superpozicije
Pravilo superpozicije, tudi zakon in princip superpozicije, je smernica, ki se uporablja v paleontologiji in geologiji, ter pravi, da se mlajše plasti sedimentnih kamnin vselej nalagajo na starejše. Posledično velja, da bodo fosili, ki jih strokovnjaki najdejo v globljih (starejših) slojih, starejši od fosilnih ostankov, odkritih v višje ležečih plasteh. Pravilo superpozicije velja za eno izmed bistvenih geoloških smernic in se ga pogosto uvršča v skupino štirih Stenovih zakonov stratigrafije.

## Poreklo
Pravilo superpozicije je prvi zapisal danski geolog, anatom in duhovnik Nicolaus Steno v svojem delu De Solido Intra Naturaliter Contento Dissertationis Prodomus (The Prodromus of Nicolaus Steno’s Dissertation Concerning a Solid Body Enclosed by Process of Nature Within a Solid) iz leta 1669.
Zakon je kasneje populariziral angleški geolog William Smith, ki je s pomočjo tega principa napravil prvi geološki zemljevid Britanije.

## Značilnosti

### Princip
S tem, ko se privzame, da se plasti kamnin nalagajo ena na drugo, je jasno, da bodo starejši sloji vselej spodaj, medtem ko bodo mlajše plasti ležale bolj zgoraj. Najstarejši sloj sedimentnih kamnin bo predstavljal najglobje ležečo osnovo, medtem ko bodo višje ležeči sloji z zmanjševanjem globine postajali venomer mlajši. Enak princip velja za fosile; bitja, ki so poginila in bila pokopana že pred davnimi časi, bodo fosilizirana v globljih, starejših plasteh.

### Datiranje
Pravilo superpozicije znanstvenikom omogoča uvrščanje specifičnih najdb fosilnih ostankov v znani časovni okvir. Tudi v primerih, ko natančna starost kamninskih plasti, v katerih so fosile našli, ni znana, se lahko fosilne ostanke datira relativno; načeloma bodo starejši fosili odkriti v globljih plasteh. Fosil, najden v nižje ležeči plasti, je navadno starejši od fosilnih ostankov, izkopanih v višjih slojih. Pri določanju starosti določenega kamninskega sloja se pogosto uporabljajo tako imenovani vodilni fosili. Gre za specifične fosilne ostanke, ki so bili fosilizirani v znanem obdobju in se zatorej vselej najdejo v točno določeni kamninski plasti. Takšni so denimo fosili dinozavrov (obdobje mezozoika, srednjega zemeljskega veka) in fosilni ostanki trilobitov (obdobje paleozoika, starega zemeljskega veka).

### Ovire
Pravila superpozicija ni moč uporabljati, kadar kamninske plasti niso več v prvotni legi oziroma so prevrnjene. Včasih se namreč zgodi, da eksogeni procesi (kot so vremenski pojavi in erozija), vodijo v deformacijo kamninskega zaporedja. Uporaba tega pravila je omejena predvsem na geologijo in paleontologijo, medtem ko se v arheoloških znanostih poslužujejo drugih principov.